# 하드리아누스의 문

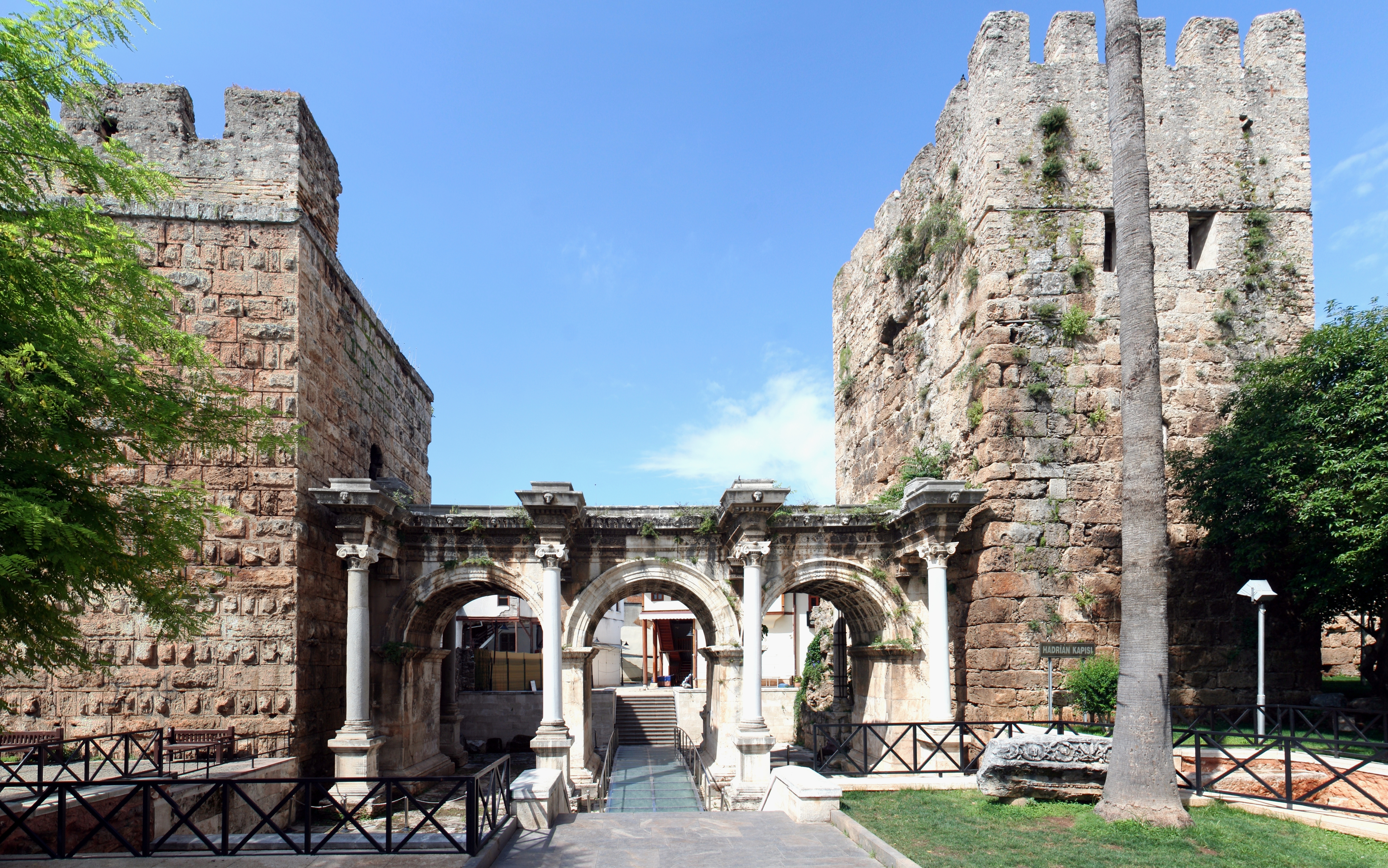
하드리아누스의 문

하드리아누스의 문(튀르키예어: Hadrian Kapısı)은 튀르키예 안탈리아의 기념비적인 문으로, 2세기의 로마 황제 하드리아누스를 본따 만들었다. 북쪽 탑의 위쪽 부분은 13세기 셀주크 왕조의 술탄 카이쿠바드 1세 통치 기간에 재건되었으며, 아랍 문자로 된 비문이 있다.
1812년 프랜시스 보퍼트에 의해 재발견되었다.

## 같이 보기
- 하드리아누스의 개선문